# Saint-Lon-les-Mines
 Saint-Lon-les-Mines  (en occitano Sent Lon) es una población y comuna francesa, situada en la región de Aquitania, departamento de Landas, en el distrito de Dax y cantón de Peyrehorade.

## Demografía
| 841 | 809 | 803 | 804 | 877 | 905 |
| Para los censos de 1962 a 1999 la población legal corresponde a la población sin duplicidades (Fuente: INSEE [Consultar]) |     |     |     |     |     |